# Snagov
Snagov é uma comuna romena localizada no distrito de Ilfov, na região de Muntênia. A comuna possui uma área de 88.35 km² e sua população era de 5941 habitantes segundo o censo de 2007.